# Бастион-01
Бастион-01(укр. Бастіон-01) је украјински вишецевни бацач ракета, састављен од шасије КрАЗ-6322 и бојевог дела система БМ-21 Град.
Намењен је за уништавање живе силе и борбене технике непријатеља, артиљеријских оруђа и минобацачких батерија, уништавање утврђења, пунктова за пружање подршке и непријатељских центара и чворишта везе из којих се пружа отпор.

## Историјат
Почетком 2000-тих у Харкову је започето са радовима на стварању модернизоване верзије вишецевног бацача ракета БМ-21 Град на камионској шасији произведеној у Украјини. Као главни резултат тог рада, украјинској војсци је предложено решење у виду БМ-21У "Град-М" и БМ-21К (на шасији војног камиона КрАЗ-260)..
Током 2006. Године у наоружање украјинске војске уведен је војни камион КрАЗ-6322,а крајем 2008. године прихваћено је као главно решење КрАЗ као основни тип возила у украјинској војсци, чиме је извршена унифкација у погледу производње аутомобилских шасија и технике у Харковском ауто ремонтном заводу и Харковском конструкторском бироу машиноградње.
Морозов је наставио да ради на стварању модернизоване верзије ВБР-а БМ-21У "Град-М" на шасији КрАЗ-6322.
У развоју је такође учествовло предузеће ГП "Оризон-Навигација" - које је радило опремању и модњернизацији ових вишецевних бацача ракета сателитским навигационим системима, што је у значајној мери повећало аутономност током кретања и заузимања борбеног положаја.
Први испитани прототип БМ-21 "Град" на шасији КрАЗ-6322, направљен је и предат Министарству одбране Украјине почетком маја 2009. године.
Модернизација вишецевних бацача ракета на ниво "Бастион" спроводи се у предузећу ГП "Шипуновском ремонтном заводу" и врши се постављање артиљеријских оруђа на нове шасије КрАЗ, која се скидају са БМ-21, а која се налазе у складиштима или са неупотребљивих система у саставу украинске војске

## Опис и карактеристике
Платформа овог борбеног комплекса састоји се – четири ткоча на задњем делу за теренски камион КрАЗ-6322 и још два точка на предњем делу 6х6.
Возило је произведено за рад у екстремним условима, климатским и путним условима у распону од -50 до +60 °C на висини до 5 хиљада метара надморске висине, превазилажење препрека у води до 1,5 m и снежног покривача дебљине 0,6 m. Опремљен је централним системом за контролу и размену притиска у гумама, чиме се обезбеђује висока проходност на земљиштима мале носивости. По наруџбини возило може бити пројетовано са системом за управљање на левој или на деснос страни, са оклопљеном кабином, основним елементима и склоповима.

## Модификације
- "Бастион-01" – основни модел.
- "Бастион-02" – верзија Бастион-01 са продуженом базом точкова, на којој је постављен додатни пакет са муницијом[9].

Основна одлика "Бастион-02" је – систем за брзо пуњење ракетама(СБПР). На возилу се налази специјално израђени лансер са цевима у који стаје 40 ракета. Коришћењем поменутог система СБПР пуњење се обавља за 120 секунди. Без њега време пуњења се продужава на 7 минута. Поред тога, борбено возило "Бастион-02" може бити опремљен са два ручна-преносива системима противваздушне одбране.

## У наоружању
- Грузија – једна партија "Бастион-02" послата је Грузијској војсци[12].
- Украјина – током 2008. године уведен је у наоружање украјинске војске. Крајем јула 2014. године постало је познато да ће да ће део ракетних снага украјинске војске добити додатна средства за набавку додатне количине вишецевних бацача ракета Бастион-01[8][12]. Већ 24. августа 2014. године на војној паради у Кијеву биле су представљене три јединице система Бастион-01 и три Бастион-02 ис састава 55. артиљеријске бригаде.[13][14]